# Denis Savard
Denis Joseph Savard (* 4. Februar 1961 in Pointe-Gatineau, Québec) ist ein ehemaliger kanadischer Eishockeyspieler und -trainer. 

## Leben

### Als Eishockeyspieler
In einem Vorort von Montreal aufgewachsen, spielte Savard sich bei den Junioren der Canadiens in die Bücher der Scouts. In der Reihe der „Trois Denis“ spielte er zusammen mit Denis Cry und Denis Tremblay, die beide exakt am selben Tag wie Denis Savard Geburtstag haben.
Der Center absolvierte zwischen 1980 und 1997 fast 1200 Partien in der National Hockey League und verzeichnete dabei über 1300 Scorerpunkte. Den Großteil dieser Zeit verbrachte er bei den Chicago Blackhawks, bei denen er bis heute gültige Franchise-Rekorde aufstellte, die er als Mannschaftskapitän anführte und die seine Trikotnummer 18 nicht mehr vergeben. Darüber hinaus lief er in der NHL für die Canadiens de Montréal und die Tampa Bay Lightning auf, wobei er mit den Canadiens in den Playoffs 1993 den Stanley Cup gewann. Im Jahre 2000 wurde er in die Hockey Hall of Fame gewählt. Seine Trainerkarriere verbrachte Savard ausschließlich bei den Blackhawks und fungierte bei diesen von 2006 bis 2008 als Cheftrainer.
Hinter Doug Wickenheiser und Dave Babych wurde er beim NHL Entry Draft 1980 als Dritter von den Chicago Blackhawks gewählt, noch vor Stars wie Larry Murphy (4.), Paul Coffey (6.) und Mike Bullard (9.). Und gleich im kommenden Jahr schaffte er den Sprung in die NHL. Auf eine gute Rookie-Saison mit 75 Punkten folgten 119 Punkte in der Saison 1981/82. In den kommenden Jahren spielte Savard mit Al Secord und dem Rookie Steve Larmer in einer der effektivsten Sturmreihen der NHL. Fünf Mal übertraf er die 100-Punkte-Marke.
Vor der Saison 1990/91 wurde Savard an die Canadiens de Montréal abgegeben, um mit Chris Chelios die Defensive zu verstärken. Dort, in seiner Heimatstadt, konnte er 1993 den Stanley Cup gewinnen. Er konnte im entscheidenden Spiel nicht eingesetzt werden. Er wechselte zu den Tampa Bay Lightning, doch im Laufe seiner zweiten Saison in Florida, wurde er von den Blackhawks zurückgeholt und beendete dort 1997 seine Karriere.
Im Jahr nach seinem Karriereende wurde seine Trikotnummer 18 im März 1998 von den Blackhawks gesperrt und wird somit nicht mehr vergeben. Darüber hinaus wurde er im Jahre 2000 mit der Aufnahme in die Hockey Hall of Fame geehrt.

### Als Trainer
Schon in der Saison 1997/98 bekam Savard bei den Blackhawks einen Posten als Assistenztrainer. Ende November 2006 wurde Trent Yawney als Chicagos Cheftrainer entlassen. Savard übernahm daraufhin den Posten, ehe er Mitte der Saison 2008/09 durch Joel Quenneville ersetzt wurde. Anschließend zog er  sich aus dem professionellen Eishockey zurück.

## Erfolge und Auszeichnungen
| - 1978 LHJMQ Recrue de l’année (gemeinsam mit Normand Rochefort) - 1980 Trophée Michel Brière - 1982 Teilnahme am NHL All-Star Game - 1983 Teilnahme am NHL All-Star Game - 1983 NHL Second All-Star Team - 1984 Teilnahme am NHL All-Star Game - 1986 Teilnahme am NHL All-Star Game - 1988 Teilnahme am NHL All-Star Game | - 1989 Teilnahme am NHL All-Star Game - 1990 Teilnahme am NHL All-Star Game - 1991 Teilnahme am NHL All-Star Game - 1993 Stanley-Cup-Gewinn mit den Canadiens de Montréal - 1996 Teilnahme am NHL All-Star Game - 1998 Sperrung der Trikotnummer 18 durch die Chicago Blackhawks - 2000 Aufnahme in den Temple de la Renommée de la LHJMQ - 2000 Aufnahme in die Hockey Hall of Fame |

## Karrierestatistik
(Legende zur Spielerstatistik: Sp oder GP = absolvierte Spiele; T oder G = erzielte Tore; V oder A = erzielte Assists; Pkt oder Pts = erzielte Scorerpunkte; SM oder PIM = erhaltene Strafminuten; +/− = Plus/Minus-Bilanz; PP = erzielte Überzahltore; SH = erzielte Unterzahltore; GW = erzielte Siegtore; 1 Play-downs/Relegation; Kursiv: Statistik nicht vollständig)

## Team-Rekorde
- 87 Vorlagen in einer Saison bei den Chicago Blackhawks (1981/82 und 1987/88)
- 131 Punkte in einer Saison bei den Chicago Blackhawks (1987/88)